# Traducere asistată de calculator
Traducerea asistată de calculator este procesul în care traducătorul uman traduce textele folosind instrumente informatice special concepute să-l ajute și să-i faciliteze activitatea.
Astfel, în timpul traducerii, traducătorul utilizează un software care accesează o memorie de traducere.
A nu se confunda traducerea asistată de calculator cu traducerea automată, la care traducătorul uman nu intervine în timpul procesului. În paralel cu traducerea asistată de calculator, traducătorul poate însă folosi și sisteme de traducere automată, pentru a-și ușura munca în cazul în care memoria de traducere nu conține text similar tradus anterior.
Comisia Europeană a realizat o bază de date care reunește aproximativ un milion de fraze extrase din documente juridice, pe teme tehnice, politice și sociale, însoțite de traducerile lor de foarte bună calitate în 22 dintre cele 23 de limbi oficiale ale UE, pe care o pune gratuit la dispoziția comunității de traducători.

## Istoric
Unul dintre pionierii ideii de traducere automată este omul de știință sovietic Piotr Petrovici Smirnov-Troyan, care propunea în 1933 o „mașină pentru selectarea și tipărirea cuvintelor atunci când se traduce dintr-o limbă în alta”. Mașina consta dintr-o masă cu o suprafață înclinată, în fața căreia era fixată o cameră sincronizată cu o mașină de scris. Pe suprafața mesei era un „câmp de glosar” - o placă în mișcare liberă cu cuvinte imprimate pe ea în trei, patru sau mai multe limbi.
Implementarea practică a ideii de traducere automată a început odată cu apariția computerelor: traducătorii s-au opus întotdeauna standardului în acei ani ai conceptului de MP, care a fost trimis la majoritatea studiilor din domeniul lingvisticii computerizate dar a susținut utilizarea calculatoarelor pentru a ajuta traducătorii.
În anii 1960, Comunitatea Europeană a Cărbunelui și Oțelului (precursorul Uniunii Europene moderne) a început să creeze baze de date terminologice sub denumirea comună Eurodicautom. În Uniunea Sovietică, VINITI a fost creat pentru a crea astfel de baze.
În cazul interpretării simultane, utilizarea mijloacelor de traducere automată datorită specificității sale este limitată. Un exemplu este utilizarea dicționarelor descărcate pe PDA. Un alt exemplu este extracția semiautomatică a listelor de termeni în pregătirea interpretării simultane într-o zonă subiectică îngustă.
În domeniile înguste, cu un număr mare de texte sursă și o terminologie bine stabilită, traducătorii pot folosi și traducerea automată, care poate oferi o bună calitate a traducerii terminologiei și a expresiilor stabile. Traducătorul în acest caz efectuează numai post-editarea textului primit. Mai mult de jumătate din textele din cadrul Comisiei Europene (în principal texte juridice și corespondență actuală) sunt traduse prin intermediul MP.

## Prezentare generală
Traducerea automată este un concept larg și nu foarte precis, acoperind o gamă largă de instrumente simple și complexe. Acestea pot include:
- Software de ortografie care poate fi integrat în editoare de text sau programe suplimentare;
- Programe pentru verificarea gramaticii, care sunt de asemenea incluse în editoare de text sau programe suplimentare;
- Terminologie de gestionare a programelor care permit traducătorilor să gestioneze propria bază de terminologie în formă electronică. Aceasta poate fi o tabelă simplă creată într-un editor de text și o foaie de calcul și o bază de date creată în programul FileMaker. Pentru soluții mai mult consumatoare de timp (și mai scumpe), există software special, de exemplu LogiTerm, MultiTerm, Termex, TermStar etc.
- Dicționare pe CD, monolingve sau multilingve;
- Baze de date terminologice stocate pe CD-ROM-uri sau conectate prin Internet, de exemplu The Open Terminology Forum sau TERMIUM;
- Programe pentru căutare fulltext (sau indexatoare), care permit utilizatorului să gestioneze interogări la texte traduse anterior sau la diverse tipuri de documente de referință. În industria de traducere, sunt cunoscute indexoare precum Naturel, ISYS Search Software și dtSearch;
- Programe de concordanță care permit găsirea unor exemple de cuvinte sau expresii în context într-un pachet monolingv, bilingv sau multilingv, cum ar fi memoria bittext sau de translatare de exemplu Transit NXT;
- BitText, una dintre cele mai noi inovații este rezultatul îmbinării textului sursă și a traducerii sale, care ulterior poate fi analizată utilizând programe de căutare sau concordanță fulltext;
- Software pentru gestionarea proiectelor care permite lingviștilor să structureze proiecte complexe de traducere, să transfere sarcini către diverși angajați și să respecte procesul de îndeplinire a acestor sarcini;
- Programe de gestionare a memoriei de traducere (TMM) constând dintr-o bază de date cu segmente de text în limba sursă și traducerile lor în una sau mai multe limbi țintă, de exemplu Transit NXT;
- Sisteme aproape complet automate, asemănătoare cu traducerea automată, dar permițând utilizatorului să facă anumite schimbări în cazul în care apar ambiguități. Uneori acestea se numesc programe de traducere automată cu participarea unei persoane.

## Programe de traducere asistată de calculator
- OmegaT (gratuit)

Programele CAT pentru traducători sunt aplicații speciale care ajută la automatizarea procesului de traducere. Serviciile funcționează după principiul editorilor de text, dar cu unele diferențe.